# Гайу, Исхак
Исхак Гайу (араб. إسحاق غايو‎; 24 января 1995) — алжирский борец греко-римского стиля, призёр Африканских игр и чемпионатов Африки, победитель Арабских игр.

## Карьера
В феврале 2018 года в нигерийском Порт-Харкорте стал бронзовым призёром чемпионата Африки. 11 сентября 2022 года в Белграде на чемпионате мира в 1/16 финала уступил китайцу Хусиюэту, заняв 25 место. В июле 2023 года в Алжире стал победителем Арабских игр. В начале марта 2024 года в Аккре завоевал серебряную медаль Африканских игр. В конце марта 2024 года в Александрии на квалификационном турнире Африки и Океании ему удалось завоевать лицензию на Олимпийские игры в Париже.

## Достижения
- Чемпионат Африки по борьбе 2018 — ;
- Чемпионат Средиземноморья по борьбе 2018 — ;
- Чемпионат Африки по борьбе 2020 — ;
- Чемпионат Африки по борьбе 2022 — ;
- Средиземноморские игры 2022 — ;
- Чемпионат Африки по борьбе 2023 — ;
- Арабский чемпионат по борьбе 2023 — ;
- Арабские игры 2023 — ;
- Африканские игры 2023 — ;